# Sulejman Ajupovič Abdullin
Sulejman Ajupovič Abdullin (rusky Сулейман Аюпович Абдуллин; 15. srpna 1928 Utjagulovo – 11. března 2002 Ufa) byl baškirský zpěvák, interpret starých lidových písní.

## Život
Zpíval od dětství, první amatérské přehlídky se zúčastnil v 8 letech. Ve dvaceti letech byl přizván ke spolupráci s Baškirskou národní filharmonií a působil zde dvacet šest let. Byl průkopníkem interpretace lidové písně za doprovodu orchestru a v roce 1986 byl oceněn titulem Zasloužilý umělec Baškirské autonomní sovětské socialistické republiky. Jeho repertoár zahrnoval více než 60 národních písní.